# Philodromus jimredneri
Philodromus jimredneri är en spindelart som beskrevs av Jiménez 1989. Philodromus jimredneri ingår i släktet Philodromus och familjen snabblöparspindlar. Inga underarter finns listade i Catalogue of Life.